# Bodyrox
Bodyrox – duet muzyczny pochodzący z Wielkiej Brytanii, nagrywający muzykę w stylu dance, electro i house. W jego skład wchodzą Jon Pearn i Nick Bridges. Znani są głównie z przeboju „Yeah Yeah” nagranego wspólnie z brytyjską wokalistką Lucianą oraz „We Dance On” z grupą N-Dubz. Jon Pearn oraz Michael Gray tworzą duet Full Intention zajmujący się głównie remiksowaniem utworów popularnych artystów.

## Historia
Zespół zadebiutował w 2005 roku singlem „Jump”. Rok później wydał singel „Yeah Yeah” z gościnnym udziałem wokalstki Luciany, który osiągnął duży sukces komercyjny w Wielkiej Brytanii (2. miejsce na liście UK Singles Chart). Piosenka weszła też do top 20 list sprzedaży w Finlandii i Holandii. Pod koniec 2007 roku został wydany ich kolejny singel, „What Planet You On?”, także z wokalem Luciany. Spotkał się on już tylko ze średnim sukcesem w Wielkiej Brytanii i Holandii. Podkład utworu został wykorzystany w grze komputerowej FIFA 08. W 2010 roku Bodyrox wraz z zespołem N-Dubz nagrali singel „We Dance On”, który znalazł się na ścieżce dźwiękowej do filmu StreetDance 3D. Piosenka była kolejnym sukcesem, plasując się w pierwszej dziesiątce list przebojów w Wielkiej Brytanii i Irlandii.

## Dyskografia

### Single
- 2005: „Jump” (oraz Luciana)
- 2006: „Yeah Yeah” (oraz Luciana)
- 2007: „What Planet You On?” (oraz Luciana)
- 2008: „Brave New World” (oraz Luciana i Nick Clow)
- 2009: „Shut Your Mouth” (oraz Luciana)
- 2010: „We Dance On” (oraz N-Dubz)
- 2010: „Throw the Paint” (oraz Luciana)
- 2012: „Bow Wow Wow” (oraz Chipmunk i Luciana)